# Xonotla, Soledad Atzompa
Xonotla är en ort i Mexiko.   Den ligger i kommunen Soledad Atzompa och delstaten Veracruz, i den sydöstra delen av landet, 220 km öster om huvudstaden Mexico City. Xonotla ligger 2 134 meter över havet och antalet invånare är 923.
Terrängen runt Xonotla är bergig norrut, men söderut är den kuperad. Terrängen runt Xonotla sluttar norrut. Runt Xonotla är det ganska tätbefolkat, med 120 invånare per kvadratkilometer. Närmaste större samhälle är Orizaba, 13,2 km norr om Xonotla. I omgivningarna runt Xonotla växer i huvudsak blandskog.